# Burbank, Oklahoma
Burbank är en ort i Osage County i delstaten Oklahoma, USA.